# Hiroshi Fushida

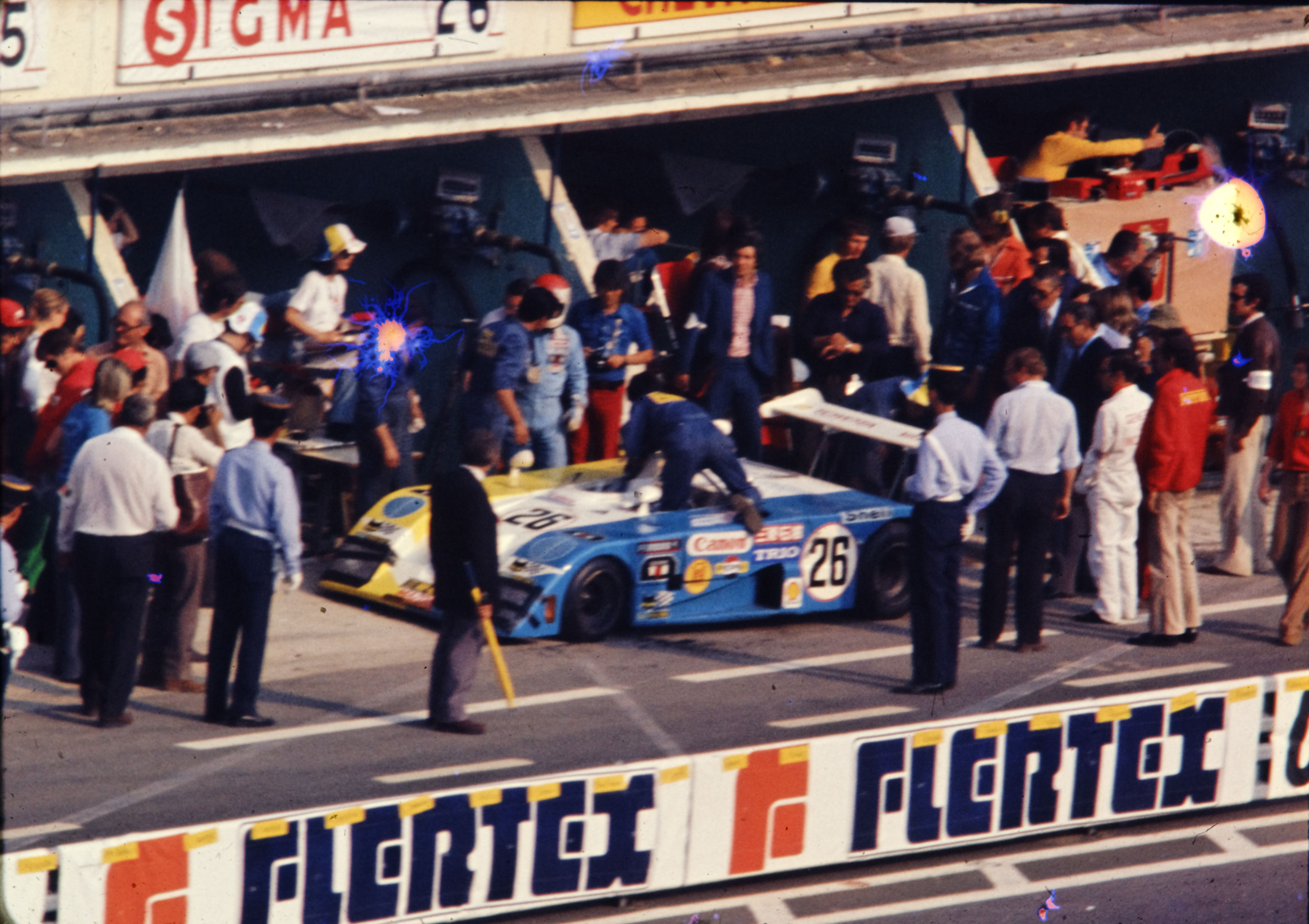
Der von Hiroshi Fushida gefahrene Sigma MC73 vor dem Start zum 24-Stunden-Rennen von Le Mans 1973

Hiroshi Fushida (jap. 鮒子田 寛, Fushida Hiroshi; * 10. März 1946 in Kyōto, Präfektur Kyōto) ist ein ehemaliger japanischer Autorennfahrer.

## Karriere
Hiroshi Fushida begann seine Rennkarriere Mitte der 1960er-Jahre in Japan. Bis zum Ende des Jahrzehnts stieg er zu einem der erfolgreichsten Sportwagenpiloten seines Landes auf. Die später zur Sportwagen-Weltmeisterschaft zählenden japanischen Langstreckenrennen, das 1000-km-Rennen von Suzuka und das 1000-km-Rennen von Fuji, gewann er mehrmals. In Suzuka sicherte er sich 1971 den Gesamtsieg gemeinsam mit Yoshimasa Kawaguchi auf einem Porsche 910. In seinem Heimatland war er bis zum Ende seiner Karriere einer der Spitzenfahrer in der All Japan Sports Prototype Championship.
Nach Europa kam er 1975 als Werksfahrer von Maki Engineering, um deren F101 in der Formel-1-Weltmeisterschaft zu pilotieren. Weder beim Großen Preis der Niederlande noch beim Großen Preis von Großbritannien konnte er das Fahrzeug fürs Rennen qualifizieren. Beide Male hatte er großen Rückstand auf die jeweilige Pole-Position-Zeit. In Zandvoort hätte er trotz des großen Rückstands am Rennen teilnehmen können, aber ein Motorschaden verhinderte einen Start. Nach dem Rennen in Großbritannien wurde er durch Tony Trimmer ersetzt.
Auch bei den 24 Stunden von Le Mans war er dreimal am Start, konnte aber wegen technischer Defekte keines der Rennen beenden.

## Statistik

### Le-Mans-Ergebnisse
| Jahr | Team                      | Fahrzeug   | Teamkollege        | Teamkollege    | Platzierung | Ausfallgrund     |
| ---- | ------------------------- | ---------- | ------------------ | -------------- | ----------- | ---------------- |
| 1973 | Sigma Automotive          | Sigma MC73 | Tetsu Ikuzawa      | Patrick Dal Bo | Ausfall     | Kupplungsschaden |
| 1975 | Sigma Automotive Co. Ltd. | Sigma MC75 | Harukuni Takahashi |                | Ausfall     | Ölpumpe          |
| 1981 | Mazdaspeed                | Mazda RX-7 | Yōjirō Terada      | Win Percy      | Ausfall     | Antriebswelle    |